# Церква святих великомучеників і безсрібників Косми і Даміана (Старий Скалат)
Церква святих великомучеників і безсрібників Косми і Даміана в Старому Скалаті — парафія і храм Підволочиського благочиння Тернопільської єпархії Православної церкви України в селі Старий Скалат Тернопільського району Тернопільської области.
Оголошена пам'яткою архітектури місцевого значення.

## Історія церкви
Старий храм святих великомучеників і безсрібників Косми і Даміана, збудований у 1673 році, стоїть у центрі села вже четверте століття.
У парафіяльному будинку, де колись мешкала родина о. Пилипа Курбаса, вже понад двадцять років діє Обласний комунальний меморіальний музей-садиба Леся Курбаса.
За часів служіння о. Григорія Пликиди у храмі встановили іконостас і перекрили дах.
Під керівництвом о. Сергія Сороки церкву відремонтували та розписали всередині.
Завдяки зусиллям громади на фасаді храму зобразили образи покровителів, добудували бічні куполи, придбали малий дзвін і Євангеліє.
Одним із найважливіших досягнень о. Петра Будзила стало встановлення та освячення нового іконостаса, виконаного в стародавньому стилі.

## Настоятелі
- о. Йосип Микульський (до 1864),
- о. Пилип Курбас (1864—1914),
- о. Григорій Плакида (1914—1936),
- о. Юрій Карпінський (1936—1939),
- о. Ярослав Рокецький,
- о. Сергій Воробкевич,
- о. Семеон Лісничук,
- о. Сергій Сорока,
- о. Григорій Галайко (1985),
- о. Йосип Костецький (1988),
- о. Василь Блаватний (1995—1997),
- о. Петро Будзило (з 1997).